# Maple Ridge (Columbia Británica)
Maple Ridge es un distrito municipal de la provincia canadiense de Columbia Británica, ubicado al este de la ciudad de Vancouver, en el río Fraser.
Es parte del Distrito Regional del Gran Vancouver.

## Demografía
Se estimó en 2005, una población de 91,000 habitantes.
Comportamiento demográfico de acuerdo al censo de 2001 de Statistics Canada.
- Población: 63,169 habitantes.
- Tasa anual de Δ%: 3%
- Superficie: 265.69 km².
- Densidad de población: 237.8 hab/km².
- Localización: 49°13′12.0″N 122°35′56.1″O / 49.220000, -122.598917

## Historia
El distrito municipal de Maple Ridge, se incorporó el 12 de septiembre de 1874.
A partir de unos 20 años atrás, Maple Ridge ha incrementado rápidamente su población, con un 12.5% entre el intervalo intercensal 1996-2001. En gran medida, por la construcción de nuevas subdivisiones residenciales, considerándose parte de los suburbios de Vancouver. Recientemente se construyó el Puente Golden Ears.